# استیسی اسنایدر
استیسی اسنایدر، (به انگلیسی: Stacey Snider) (زاده ۱۹۶۱) کارآفرین، بازرگان و مدیر ارشد اجرایی آمریکایی است، که در حال حاضر به‌عنوان مدیر عامل اجرایی و رییس هیئت مدیره شرکت دریم‌ورکس فعالیت می‌کند.